# José del Castillo (labdarúgó)
José del Castillo Burga (Lima, 1943. május 10. – 2023. február 4.) válogatott perui labdarúgó, csatár, edző.

## Pályafutása

### Klubcsapatban
1960-ban a Centro Iqueño, 1961 és 1974 között a Sporting Cristal labdarúgója volt. A Sportinggal három bajnoki címet nyert. 1975-ben a mexikói Veracruz csapatában fejezte be az aktív labdarúgást.

### A válogatottban
1965 és 1970 között 13 alkalommal szerepelt a perui válogatottban és egy gólt szerzett. Tagja volt az 1970-es mexikói világbajnokságon résztvevő csapatnak.

### Edzőként
1985-ben a Sporting Cristal, 1989-ben a Defensor Lima vezetőedzője volt.

## Sikerei, díjai
Sporting Cristal
- Perui bajnokság
  - bajnok (3): 1968, 1970, 1972